# Chlorocnemis montana
Chlorocnemis montana är en trollsländeart. Chlorocnemis montana ingår i släktet Chlorocnemis och familjen Protoneuridae. IUCN kategoriserar arten globalt som starkt hotad.

## Underarter
Arten delas in i följande underarter:
- C. m. maccleeryi
- C. m. montana